# Підвісний міст через Конві
53°16′50″ пн. ш. 3°49′26″ зх. д. / 53.2805° пн. ш. 3.82382° зх. д.
Підвісний міст через Конві (англ. Conwy Suspension Bridge) — пішохідний міст у графстві Конві (Уельс, Велика Британія) через річку Конві, знаходиться під орудою Національного фонду історичних і природних пам'яток. Спочатку через міст прямувало шосе A55 (з Честера до Бангора), але на початок ХХІ сторіччя прямує паралельним автомобільним мостом, а підвісний міст є пішохідним.

## Історія
Будівництво моста було розпочато в 1822 році (як частина дороги A5, необхідної для доставки так званої «Ірландської пошти») за проєктом Томаса Телфорда. Є зменшеною копією моста через Менай, міст Конві мав замінити поромні переправи і знизити вантажний і пасажирський потік. Позаяк міст практично упирався у зовнішній мур замку Конві (зараз входить до складу всесвітньої спадщини), Телфорд вирішив зробити вежі підтримки моста стилізованими до веж замку.
Міст було споруджено і введено в експлуатацію в 1826 році і протягом декількох років був єдиним засобом переправи у цьому районі, поки в 1849 році не був побудований Залізничний міст через Конві, який спроєктував Роберт Стефенсон, через який прокладено Північно-Уельську прибережну залізницю. Проте, підвісний міст через Конві використовувався до 1950 року.
На початок ХХІ сторіччя підвісний міст через Конві не є основним маршрутом через річку: по тунелю під водою проходить автострада A55, а паралельно мостам Телфорда і Стефенсона проходить двосмуговий автомобільний міст, яким прокладено шосе A5.